# Swietłana Fiedotkina
Swietłana Aleksiejewna Fiedotkina (ros. Светлана Александровна Федоткина; ur. 22 lipca 1967 w Krasnojarsku) – rosyjska łyżwiarka szybka, srebrna medalistka olimpijska.

## Kariera
Największy sukces w karierze Swietłana Fiedotkina osiągnęła w 1994 roku, kiedy wywalczyła srebrny medal w biegu na 1500 m podczas igrzysk olimpijskich w Lillehammer. W zawodach tych wyprzedziła ją jedynie reprezentująca Austrię Emese Hunyady, a trzecie miejsce zajęła Niemka Gunda Niemann. Na tych samych igrzyskach była też jedenasta w biegu an 1000 m i dwudziesta na 500 m. Rok wcześniej była czternasta na mistrzostwach Europy w Heerenveen i dwudziesta na mistrzostwach świata w Berlinie. Wielokrotnie startowała w zawodach Pucharu Świata, przy tym dwukrotnie stawała na podium. 27 listopada 1993 roku w Berlinie była trzecia w biegu na 1500 m, przegrywając tylko z Niemann i Hunyady. Blisko tydzień później, 5 grudnia 1993 roku w Hamar była druga na 1000 m, ulegając jedynie Bonnie Blair z USA. Najlepsze wyniki osiągnęła w sezonie 1993/1994, kiedy była szósta w klasyfikacji końcowej 1500 m. W 1996 roku została zdyskwalifikowana na dwa lata po tym jak w jej organizmie wykryto stanozolol. Kara ta została przedłużona po tym jak po upływie zawieszenia Fiedotkina odmówiła poddania się kolejnemu testowi antydopingowemu. Ostatecznie powróciła do sportu, jednak nie wywalczyła miejsca w reprezentacji. Przez jakiś czas grała także w hokeja w Łokomotiwie Krasnojarsk. Po zakończeniu kariery pracowała w Państwowym Uniwersytecie w Krasnojarsku.